# Tao Luna
Tao Luna (chiń. 陶璐娜; pinyin Táo Lùnà; ur. 11 lutego 1974 w Szanghaju) – chińska strzelczyni sportowa, dwukrotna medalistka olimpijska z Sydney.
Specjalizowała się w strzelaniu z pistoletu pneumatycznego. Zawody w 2000 były jej pierwszymi igrzyskami olimpijskimi. Triumfowała w pistolecie pneumatycznym na dystansie 10 metrów i zajęła drugie miejsce w strzelaniu z pistoletu dowolnego na dystansie 25 metrów, pokonała ją jedynie Bułgarka Marija Grozdewa. Brała udział w igrzyskach w Atenach cztery lata później.